# Web 2.0峰会
Web2.0峰会(前身是Web2.0大会) 每年在 加利福尼亚州旧金山举办，讨论万维网。在2004年，提姆·奥莱理首次举办这个会议，首创web 2.0一词。奥莱理媒体承办Web2.0峰会，由提姆·奥莱理和记者/企业家约翰·巴特利共同主持。Web2.0峰会是一个受邀参加的活动，并邀请在互联网界最突出的企业家和思想家前来参会。派生的会议还包括Web 2.0 Expo和Gov 2.0 Summit。

## 2004
2004年十月五日到七日，第一届是Web2.0大会在旧金山日航酒店举行。web 2.0术语因此会议召开而流行。演讲嘉宾包括 Jeff Bezos, 马克·库班, John Doerr, Mary Meeker, Craig Newmark, 馬克·安德森, 科利·多克托罗, Bill Gross, Lawrence Lessig, Halsey Minor, Louis Monier 和杨致远。

## 2005
2005年十月五日到七日，Web2.0大会在旧金山银白酒店举行。演讲嘉宾包括Stewart Butterfield, 马克·库班,  布莱姆·科亨, Mena Trott, Joe Kraus, Vinod Khosla, Barry Diller, Mary Meeker, Ray Ozzie, 特里·塞梅尔和埃文·威廉姆斯。 

## 2006
2006年，Web2.0大会被改名为Web2.0峰会，主题是“中断与机遇”("Disruption & Opportunity")。在2006年十一月七日到九日，Web2.0峰会在旧金山皇宫酒店举行。演讲嘉宾包括 Jeff Bezos, Barry Diller, 伊藤穰一, Roger McNamee, 雷·奧茲, 埃里克·施密特, Arthur Sulzberger, Jr. 和 Ben Trott。

## 2007
在2007年十一月五日到七日，Web2.0峰会在旧金山皇宫酒店举行，主题是“发现网络边界”（ "Discovering the Web's Edge"）。演讲嘉宾包括史蒂夫·巴而默, 斯蒂芬·凯斯, John Doerr, 克雷格·文特尔和 马克·扎克伯格。 

## 2008
在2008年十一月五日到七日，Web2.0峰会在旧金山皇宫酒店举行，演讲嘉宾包括Edgar Bronfman, Jr., 阿尔·戈尔, Arianna Huffington, Vinod Khosla, 马克斯·列夫琴, 加文·纽森, 埃文·威廉姆斯，杨致远和马克·扎克伯格。 

## 2009
在2009年十月二十日到二十二日，Web2.0峰会在旧金山威斯汀酒店举行，主题是“网络平方”（"Web Squared"），演讲嘉宾包括Tim Armstrong, Carol Bartz, 蒂姆·伯纳斯-李, 卡莉·費奧麗娜, Peter Guber, 杰夫·伊梅尔特, 雪莉·桑德伯格和埃文·威廉姆斯。

## 2010
在2010年十一月十五日到十七日，Web2.0峰会在旧金山皇宫酒店举行，主题是“边界之争”（"Points of Control"）。演讲嘉宾包括马克·扎克伯格, 埃文·威廉姆斯，Mary Meeker, Carol Bartz, and Jeff Weiner 。  。

## 2011
在2011年十月十七日到十九日，Web2.0峰会在旧金山皇宫酒店举行，主题是“数据架构”（"The Data Frame"）。演讲嘉宾包括 Steve Ballmer, Marc Benioff, Dennis Crowley, 迈克尔·戴尔, Reid Hoffman, MC Hammer, Sean Parker和Christopher "moot" Poole。

## 2012
约翰·巴特利没有足够时间同时兼顾组织这会议和写他计划的新书What We Hath Wrought，所以因故取消。